# Aporrectodea caliginosa
Espèce
Synonymes
- Allolobophora caliginosa (Savigny, 1826)[2]
- Allolobophora caliginosa[3]
- Allolobophora nocturna Evans, 1946[2]
- Allolobophora turgida Eisen, 1873[2]
- Aporrectodea caliginosa (Savigny, 1826) (préféré par BioLib)[2]
- Aporrectodea caliginosa Allolobophora caliginosa (Savigny, 1826) (préféré par NCBI)[3]
- Enterion caliginosum Savigny, 1826[2]
- Nicodrilus caliginosus (Savigny, 1826)[2]
- Nicodrilus trapezoides Dugès, 1828[2]

Aporrectodea caliginosa est une espèce de vers de la famille des Lumbricidae. C'est un ver de terre qui fait partie des endogés, c'est-à-dire qui creusent des galeries horizontales dans le sol.

## Classification
Cette espèce a été décrite pour la première fois en 1826 par le zoologiste français Jules-César Savigny (1777-1851). L'épithète spécifique « caliginosa » vient du latin caligo et signifie obscure, sombre, ténébreux. 

### Liste des sous-espèces
Selon BioLib (28 mai 2019) et NCBI (28 mai 2019) :
- sous-espèce Aporrectodea caliginosa caliginosa (Savigny, 1826)

Selon GBIF (20 août 2021) :
- Aporrectodea caliginosa subsp. trapezoides (Dugés, 1828)
- Aporrectodea caliginosa subsp. hellenica Tzelepe, 1943
- Aporrectodea caliginosa subsp. cisterciana Bouché, 1972
- Aporrectodea caliginosa subsp. caliginosa